# Lớp phủ giữa
Lớp phủ giữa đề cập đến quyển manti ở khu vực giữa lớp phủ trên và lớp phủ dưới. Ranh giới trên được xác định khi vận tốc sóng địa chấn và mật độ tăng đột biến ở độ sâu khoảng 660 km. Khi độ sâu tăng, áp suất gắn kết và buộc các nguyên tử vào một cấu trúc đặc sít hơn, cứng hơn; vì thế sự khác biệt giữa lớp phủ giữa và quyển mềm có thể là do các khác nhau về mật độ và độ cứng, nghĩa là của các yếu tố vật lý chứ không phải khác nhau về thành phần hóa học. Ở độ sâu 660 km, spinel phân hủy thành perovskit và magnesiowustit. Phản ứng này đánh dấu ranh giới giữa lớp phủ trên và lớp phủ dưới. Việc đo đạc này được ước lượng từ các dữ liệu địa chấn và các thí nghiệm áp suất cao trong phòng thí nghiệm.
Đáy của lớp phủ giữa bao gồm đới D'', nằm ngay trên ranh giới lõi-manti ở độ sâu từ 2.600 đến 2.700 km. Đáy của lớp phủ dưới ở độ sâu khoảng 2.900 km.